# Mercedes Gonzáles
Mercedes Gonzáles La Torre (ur. 31 października 1954 w Cajamarce) – peruwiańska siatkarka. Reprezentantka kraju na igrzyskach olimpijskich w Montrealu. Srebrna medalistka igrzysk panamerykańskich w 1971 i 1975. Medalistka mistrzostw Ameryki Południowej.